# Município de Washington (condado de Carroll, Ohio)
O município de Washington (em inglês: Washington Township) é um município localizado no condado de Carroll no estado estadounidense de Ohio. No ano de 2010 tinha uma população de 1.239 habitantes e uma densidade populacional de 18,38 pessoas por km².

## Geografia
O município de Washington encontra-se localizado nas coordenadas 40° 36′ 49″ N, 81° 01′ 39″ O. Segundo a Departamento do Censo dos Estados Unidos, o município tem uma superfície total de 67.4 km², da qual 67,33 km² correspondem a terra firme e (0,1 %) 0,07 km² é água.

## Demografia
Segundo o censo de 2010, tinha 1.239 habitantes residindo no município de Washington. A densidade populacional era de 18,38 hab./km². Dos 1.239 habitantes, o município de Washington estava composto pelo 98,14 % brancos, o 0,08 % eram afroamericanos, o 0,32 % eram asiáticos, o 0,24 % eram de outras raças e o 1,21 % eram de uma mistura de raças. Do total da população o 1,05 % eram hispanos ou latinos de qualquer raça.